# Дубровка (Дрибинский район)
Дубровка (бел. Дубраўка) — деревня в составе Рясненского сельсовета Дрибинского района Могилёвской области Республики Беларусь.

Деревня состоит из трёх улиц. На расстоянии 0,4 км действует МТФ «Дубровка», «Дрибинрайагропромтехснаб».

## География
Деревня располагается на юго-востоке района, находится в 2,5 километрах от Рясны. На востоке деревни протекает река Вербовка. В самой деревне протекает правый приток Вербовки, берущий воды в Зубовском озере. Рельеф деревни очень холмистый.
Ближайшая автомобильная дорога — Р96.

## Население
- 1999 год — 33 человека
- 2010 год — 12 человек

Численность населения в 2012 году составило 11 человек, которые проживают в 8 жилых домах. Возрастные границы проживающих — от 53 до 87 лет. В деревне протекает правый приток Вербовки, берущий воды в Зубовском озере. Наиболее распространенные фамилии в этом селе — это Никеенко, Борисовы, Евдокимовы.

## История
Упоминается в 1756 году как деревня в великокняжеском имении Рясно в Мстиславском воеводстве ВКЛ.